# فينيكس جونز
فينيكس جونز (بالإنجليزية: Phoenix Jones)‏ هو فنان قتال مختلط أمريكي، ولد في 25 مايو 1988 في تكساس في الولايات المتحدة.

## وصلات خارجية
- فينيكس جونز على موقع شيردوغ (الإنجليزية)
- فينيكس جونز على موقع IMDb (الإنجليزية)
- فينيكس جونز على موقع IMDb (الإنجليزية)